# Stuttgarter Nachrichten
Die Stuttgarter Nachrichten (StN) sind eine in Stuttgart erscheinende Tageszeitung. Ihr Verbreitungsgebiet umfasst die baden-württembergische Landeshauptstadt und die Region Stuttgart mit 2,7 Millionen Einwohnern. Seit April 2011 ist Christoph Reisinger Chefredakteur.
Vom 17. Januar 2010 bis zur Einstellung am 27. März 2016 betreute die Redaktion auch Sonntag Aktuell, dessen Redaktion aufgelöst wurde.
Der Sitz der Redaktion und des Verlags ist das Pressehaus Stuttgart im Stadtbezirk Möhringen.
Die verkaufte Auflage betrug im ersten Quartal 2023 mit der Stuttgarter Zeitung zusammen 145.698 Exemplare, ein Minus von 31,8 Prozent seit 1998.

## Geschichte
Die Zeitung erschien erstmals am 12. November 1946 unter der Lizenz der amerikanischen Militärregierung, anfangs nur drei Mal pro Woche. Herausgeber waren Henry Bernhard, Otto Färber und Erwin Schoettle. Zum 1. April 2016 wurden die Redaktionen von Stuttgarter Nachrichten und Stuttgarter Zeitung weitgehend zusammengelegt. Jeweils 12 Autoren schreiben exklusiv für eine der beiden Zeitungen. Am 19. Januar 2022 wurde der Abbau von 20 Prozent der Redakteursstellen bis Jahresende bekanntgegeben. Die Zahl der Zeitungsbücher soll von fünf auf vier reduziert werden.
Ehemalige Chefredakteure
- Chrysostomus Zodel 1960–1963
- Rudolph Bernhard 1965–1979
- Jürgen Offenbach 1979–2007
- Christoph Grote 2007–2010[6]

## Auflage
Die Auflage der Stuttgarter Nachrichten wird gemeinsam mit der Stuttgarter Zeitung ausgewiesen. Die beiden Blätter haben wie die meisten deutschen Tageszeitungen in den vergangenen Jahren an Auflage eingebüßt. Die verkaufte Auflage ist in den vergangenen 10 Jahren um durchschnittlich 2,1 % pro Jahr gesunken. Im vergangenen Jahr hat sie um 9,9 % abgenommen. Sie beträgt gegenwärtig 145.698 Exemplare. Der Anteil der Abonnements an der verkauften Auflage liegt bei 85,6 Prozent.
| 1998   | 1999   | 2000   | 2001   | 2002   | 2003   | 2004   | 2005   | 2006   | 2007   | 2008   | 2009   | 2010   | 2011   | 2012   | 2013   | 2014   | 2015   | 2016   | 2017   | 2018   | 2019   | 2020   | 2021   | 2022   | 2023   | 2024   |
| ------ | ------ | ------ | ------ | ------ | ------ | ------ | ------ | ------ | ------ | ------ | ------ | ------ | ------ | ------ | ------ | ------ | ------ | ------ | ------ | ------ | ------ | ------ | ------ | ------ | ------ | ------ |
| 213645 | 218674 | 214970 | 213265 | 209333 | 206209 | 204499 | 225324 | 222558 | 217326 | 215965 | 210226 | 206783 | 199709 | 197269 | 190250 | 184364 | 177538 | 171711 | 164600 | 197257 | 189267 | 183588 | 173241 | 162861 | 164691 | 148410 |

## Lokalausgaben und Kooperationen
Die Stuttgarter Nachrichten haben drei Lokalausgaben als Kopfblatt:
- Fellbacher Zeitung (erscheint in Fellbach und in Kernen im Remstal), ca. 5.000 Exemplaren (IVW 3/2016). Sie enthält einen sechsseitigen Lokalteil, der Lokalpolitik, Stadtgeschehen und einen eigenen Sportteil umfasst.
- Kornwestheimer Zeitung, ca. 3.200 Exemplare (IVW 3/2016)
- Marbacher Zeitung, ca. 5.000 Exemplare (IVW 3/2016)

Mit diesen hatten die Stuttgarter Nachrichten eine Kernauflage von 52.220 Exemplaren (IV/2016), die nicht mehr einzeln ausgewiesen wird. Hinzu kommen sieben Sublokalausgaben mit unterschiedlicher Erscheinungsweise; sie werden dem Blatt täglich oder mehrmals pro Woche als fünftes Zeitungsbuch beigefügt.
Außerdem erstellen die Stuttgarter Nachrichten die überregionalen Seiten (Mantel) folgender Lokalzeitungen in der Region Stuttgart: Backnanger Kreiszeitung, Gäubote, Heidenheimer Neue Presse, Mühlacker Tagblatt, Murrhardter Zeitung, Nürtinger Zeitung/Wendlinger Zeitung, Rems-Zeitung, Sindelfinger Zeitung/Böblinger Zeitung, Kreiszeitung Böblinger Bote, Vaihinger Kreiszeitung, Waiblinger Kreiszeitung/Schorndorfer Nachrichten/Welzheimer Zeitung/Winnender Zeitung. Des Weiteren stehen sie in redaktioneller Kooperation mit dem Schwarzwälder Boten, dem sie den überregionalen Stoff zuliefern.
Seit Januar 2010 stellen die Stuttgarter Nachrichten im Rahmen einer redaktionellen Partnerschaft mit der über den Süddeutschen Verlag ebenfalls zur Südwestdeutsche Medien Holding gehörende Verlagsgruppe Hof-Coburg-Suhl (HCS) auch der Frankenpost in Hof, der Neuen Presse in Coburg, dem Freien Wort in Suhl und der Südthüringer Zeitung in Bad Salzungen überregionale Inhalte zur Verfügung.

## Redaktions- und Ressortleiter
- Chefredakteur: Christoph Reisinger
- Chefredakteurin Digital: Swantje Dake
- Stellvertretender Chefredakteur: Rainer Feuerstein
- Chef vom Dienst: Holger Gayer, Frank Schwaibold, Tobias Schall
- Leitung Titelteam: Rainer Feuerstein
- Artdirector: Dirk Steiniger
- Ressortleiter:
- Politik, Landespolitik: Rainer Pörtner
- Wirtschaft: Andreas Schröder
- Leben: Peter Trapmann
- Kultur: Tim Schleider
- Lokales, Sublokales: Jan Sellner
- Region/Baden-Württemberg: Achim Wörner
- Sport: Dirk Preiß
- Berliner Redaktion: Christopher Ziedler
- Autoren: Jürgen Bock, Franz Feyder, Nikolai Forstbauer, Annika Grah, Klaus Köster, Christian Milankovic, Lisa Welzhofer

## Redaktionelle Besonderheiten
- Für die Aufdeckung des Fälschers der Hitler-Tagebücher der Illustrierten Stern, Konrad Kujau, wurde das Blatt mit dem Theodor-Wolff-Preis geehrt.
- Das Sportressort wurde 2005 zum vierten Mal in Folge vom Branchen-Nachrichtendienst „Sport intern“ als beste Sportredaktion unter den deutschen Regionalzeitungen gekürt.
- Zahlreiche Redakteure des Blattes wurden mit dem Theodor-Wolff-Preis, dem Wächterpreis der deutschen Tagespresse sowie anderen Journalistenpreisen (z. B. Ernst-Schneider-Medienpreis) ausgezeichnet.
- Mit dem Treffpunkt Foyer haben die Stuttgarter Nachrichten seit 1970 ein regelmäßiges, zwei- bis dreimal pro Jahr stattfindendes Veranstaltungsformat. An dieser Veranstaltung nahmen bereits unter anderem drei Bundespräsidenten (zuletzt im Juni 2006 Horst Köhler), mehrere Bundeskanzler bis zurück zu Willy Brandt, sowie Sportler und Unterhaltungsstars wie Boris Becker, Michael Schumacher, Franz Beckenbauer, Thomas Gottschalk und Anne-Sophie Mutter teil. Der „Treffpunkt Foyer“ findet vor rund 700 Zuschauern statt und wird häufig vom TV-Dokumentationskanal Phoenix übertragen.

## Verlag und Verlagsgruppe

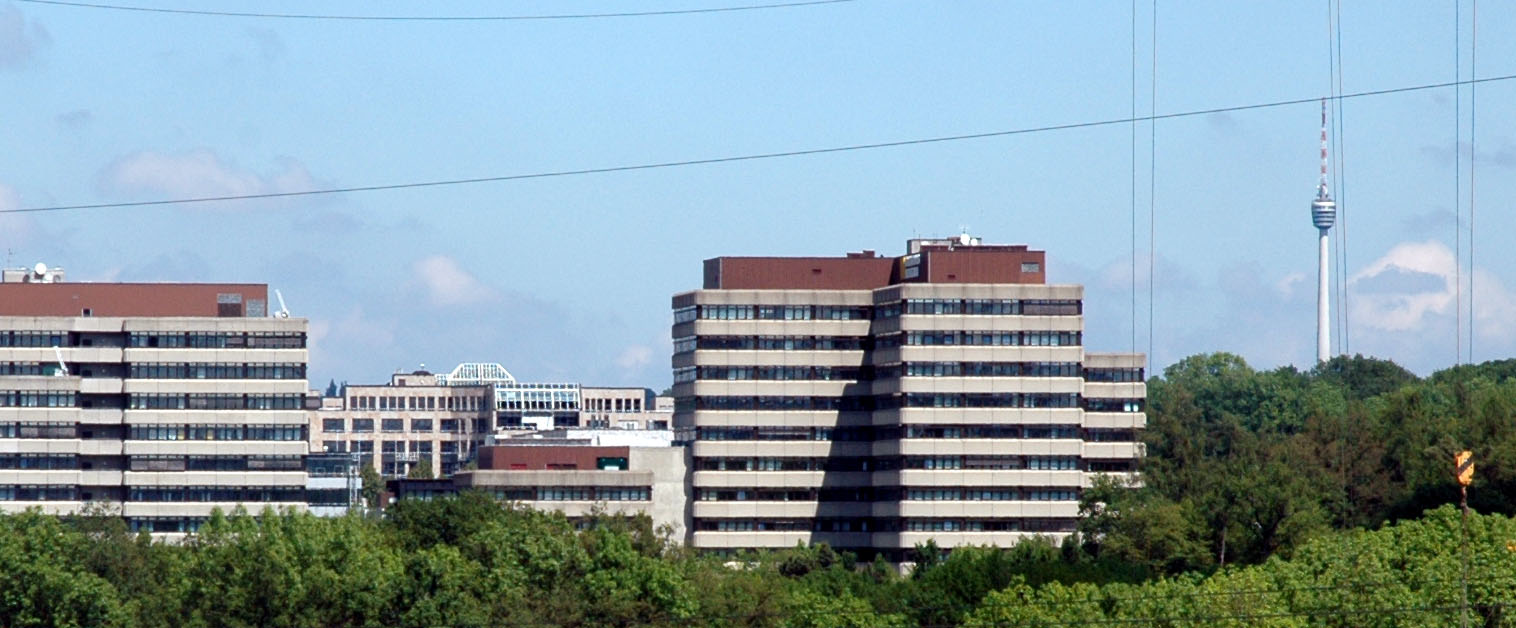
Pressehaus Stuttgart, von Süden gesehen

Verlag der Stuttgarter Nachrichten ist die Stuttgarter Nachrichten Verlagsgesellschaft mbH. Sie gehört zu 80 Prozent der  Südwestdeutschen Medien Holding GmbH (SWMH) Medienholding Süd, der Obergesellschaft des Unternehmensbereichs Zeitungsgruppe Stuttgart und des Unternehmensbereich Schwarzwälder Bote Mediengesellschaft der SWMH. Die übrigen 20 % halten zu gleichen Teilen von 6⅔ % die Ebner Pressegesellschaft KG, die Beteiligungsgesellschaft der Familie Ebner (Südwest Presse), die Erbengemeinschaft Rudolph Bernhard, und Herr Mathias Hübsch-Marosczyk als Inhaber des ursprünglich von Erwin Schoettle gehaltenen Anteils.
Die Hauptgesellschafter der SWMH sind mit je 44,36 Prozent die Medien-Union GmbH mit Sitz in Ludwigshafen und die Gruppe Württembergischer Verleger. Zum Unternehmensbereich Zeitungsgruppe Stuttgart gehört u. a. auch die Stuttgarter Zeitung. Die andere Tochtergesellschaft neben der Medienholding Süd GmbH (MSG) ist der Süddeutsche Verlag, seit die SWMH am 29. Februar 2008 ihren seit 2002 gehaltenen Anteil von 17,75 % um weitere 62,5 Prozent der auf dann 81,3 % erhöht hatte.

## Kritik
Lobbycontrol kritisiert, dass sich die Stuttgarter Nachrichten – wie auch die Stuttgarter Zeitung – vehement zum umstrittenen Großprojekt Stuttgart 21 bekennt. Dies hänge damit zusammen, dass sie zur Südwestdeutsche Medien Holding gehöre, die wiederum finanziell vollkommen von der Landesbank Baden-Württemberg abhängig sei.

## Veranstaltungen für Leser
- Treffpunkt Foyer: Podiumsdiskussion mit Persönlichkeiten aus Politik, Wirtschaft, Kultur und Sport.
- Forum Bildung: Podiumsdiskussion mit Experten zur Bildungspolitik.
- mittendrin: Podiumsdiskussion zu Brennpunkt-Themen in Stuttgart.
- Sportcamps: Schülerinnen und Schüler trainieren einen Tag mit Profisportlern.
- Über Kunst: Podiumsdiskussion mit Persönlichkeiten aus der Kultur.
- Forum Gesundheit: Podiumsdiskussion mit Spezialisten zu gesundheitspolitischen Themen.
- Aktion Weihnachten: Die Stuttgarter Nachrichten sammeln Spenden und unterstützen Bedürftige und verschiedene Initiativen.
- Nacht der Lieder: Benefiz-Show im Theaterhaus zugunsten „Aktion Weihnachten“.
- Ballett „Aktion Weihnachten“: Benefiz-Matinée mit der John Cranko Schule und dem Stuttgarter Ballett zugunsten der „Aktion Weihnachten“.

## Kinder- und Jugendaktivitäten
- Kinder-Nachrichten: Pinguin Paul ist als Chefreporter im Einsatz[15]
- NiSch – Nachrichten in der Schule: Projekt zur Leseförderung: Lieferung von Stuttgarter Nachrichten inklusive Unterrichtsmaterial an Schulen. Besuch von Redakteuren im Unterricht.[16]
- Aktion Zeitungspate: Zeitungspaten spenden ein einjähriges Zeitungs-Abo für eine Schule (bis 2018)[17]
- Zett – die Azubi-Initiative der Stuttgarter Nachrichten: Teilnehmende Firmen finanzieren ihren Azubis für ein Jahr ein StN-Abo[18]